# Quảng Tín, Thượng Nhiêu
Quảng Tín (chữ Hán giản thể:广信区, âm Hán Việt: Quảng Tín khu) là một quận thuộc địa cấp thị Thượng Nhiêu, tỉnh Giang Tây, Cộng hòa Nhân dân Trung Hoa. Quận này có diện tích 2.240 ki-lô-mét vuông, dân số năm 1999 là 660.674 người. Mã số bưu chính của quận Quảng Tín là 334100.

## Hành chính
Quận Quảng Tín được chia ra làm 24 đơn vị hành chính cấp hương, gồm 3 nhai đạo, 11 trấn và 10 hương. 
- Nhai đạo: Húc Nhật (旭日街道), La Kiều (罗桥街道), Hưng Viên (兴园街道)
- Trấn: Điền Đôn (田墩镇), Thượng Lô (上泸镇), Hoa Đàn Sơn (华坛山镇), Trà Đình (茶亭镇), Tạo Đầu (皂头镇), Tứ Thập Bát (四十八镇), Phong Lĩnh Đầu (枫岭头镇), Hoàng Cố (煌固镇), Hoa Sảnh (花厅镇), Ngũ Phủ Sơn (五府山镇), Trịnh Phường (郑坊镇)
- Hương: Vọng Tiên (望仙乡), Thạch Nhân (石人乡), Thanh Thủy (清水乡), Thạch Sư (石狮乡), Hồ Thôn (湖村乡), Tôn Kiều (尊桥乡), Ứng Gia (应家乡), Hoàng Sa Lĩnh (黄沙岭乡), Thiết Sơn (铁山乡), Đổng Đoàn (董团乡)